# Operacja GJS
Operacja GJS (hebr. מבצע גי"ס, Miwca GJS) – izraelska operacja wojskowa przeprowadzona podczas I wojny izraelsko-arabskiej w dniu 27 lipca 1948 (operacja GJS 1) i w dniach 30 lipca – 2 sierpnia 1948 (operacja GJS 2) przeciwko egipskiej armii w północno-zachodniej części pustyni Negew. Celem operacji było przywrócenia komunikacji z żydowskimi osiedlami na pustyni Negew. Była to kontynuacja operacji An-Far i operacji Mawet la-polesz. Izraelczycy ponieśli taktyczną porażkę i nie zdołali osiągnąć zamierzonych celów. W rezultacie musiano przeprowadzić operację Awak dostarczając zaopatrzenie drogą powietrzną.

## Tło wydarzeń
Na początku XX wieku Żydzi podjęli duży wysiłek przeprowadzając na dużą skalę rozbudowę osiedli rolniczych w Mandacie Palestyny. W 1941 i 1942 rozpoczęto penetrację północnej i zachodniej części pustyni Negew, w celu określenia możliwości rozwoju przyszłych osad na tym terenie. Po pozytywnie zakończonych pierwszych próbach, w 1943 założono trzy osady, które miały być pozycją wyjściową do dalszego osadnictwa. Powstały wówczas kibuce Gewulot, Rewiwim i Bet Eszel. Następnie w październiku 1946 zrealizowano plan budowy 11 osad obronnych na Negewie (hebr. 11 הנקודות, 11 HaNekudot). Powstały wówczas kibuce Be’eri, Galon, Chacerim, Kedma, Kefar Darom, Miszmar ha-Negew, Newatim, Nirim, Szowal, Tekuma i Urim. Ich powstanie stworzyło dużą żydowską enklawę istniejącą pośrodku terytorium zamieszkałego w większości przez Arabów. Założenie tych ostatnich osiedli było żydowską odpowiedzią na Plan Morrison-Grady w sprawie podziału Palestyny i odegrało kluczową rolę przy podejmowaniu ostatecznej decyzji nad końcowym kształtem Rezolucji Zgromadzenia Ogólnego ONZ nr 181 (29 listopada 1947).
W maju 1948 w Palestynie rozpoczęła się I wojna izraelsko-arabska, która była kontynuacją wojny domowej w Mandacie Palestyny (1947–1948). W przeciwieństwie do wojny domowej, była to typowa wojna o charakterze konwencjonalnym, w którym zaangażowało się szereg państw arabskich. Na froncie południowym, część pustyni Negew, pas wybrzeża i większą część Judei zajęły wojska egipskie, które starały się kontynuować swoje natarcie w stronę Tel Awiwu. Jednak operacja Filistia (29 maja – 3 czerwca) zatrzymała Egipcjan i zmusiła ich do zmienienia kierunku natarcia na zachód. Po ustabilizowaniu się linii frontu podczas pierwszego rozejmu (11 czerwca – 8 lipca 1948) w głębi pustyni Negew pozostała izolowana żydowska enklawa, która od początku wojny była całkowicie pozbawiona dostaw zaopatrzenia. W drugiej fazie wojny Izraelczycy skoncentrowali swoje działania na próbie stworzenia korytarza komunikacyjnego z tymi osiedlami. Przeprowadzono dwie nieudane operacje militarne: operację An-Far (9-15 lipca) i operację Mawet la-polesz (16-18 lipca). Jedynym sukcesem było zajęcie wiosek Hatta i Karatija, zmuszając Egipcjan do budowy prowizorycznej drogi położonej bardziej na południe od głównej drogi łączącej Irak Suwajdan z al-Faludża.
W dniu 18 lipca 1948 wszedł w życie drugi rozejm. Nim Egipcjanie zdołali wybudować nową drogę, rejon ten odwiedzili obserwatorzy międzynarodowych sił UNTSO. Zastali on przecięte egipskie drogi zaopatrzenia, a wysunięte pozycje izraelskie wchodziły w głąb pustyni Negew. Po pobieżnym zapoznaniu się z sytuacją, obserwatorzy UNTSO przedstawili raport, w którym orzekli, że na początku rozejmu Izraelczycy kontrolowali wejście na pustynię Negew.
Szefem Południowego Dowództwa był generał Jigal Allon, który bardzo dobrze zdawał sobie sprawę z trudności swego położenia. Postanowił on jednak wykorzystać raport UNTSO i zinterpretować go na własną korzyść. Stwierdzenie, że na początku rozejmu Izraelczycy kontrolowali wejście na pustynię Negew, otwierało drogę Siłom Obronnym Izraela do przeprowadzenia operacji wojskowej pomimo obowiązującego rozejmu. Kontrolując wejście, siły wojskowe mogły wejść na pustynię Negew i dostarczyć zaopatrzenie dla odciętych żydowskich osiedli. W przypadku egipskiej skargi na naruszenie warunków zawieszenia broni, Izraelczycy mogli przedstawić raport obserwatorów UNTSO i powiedzieć, że oni nie zmienili swoich pozycji, a do starć doszło w wyniku egipskiego ataku na żydowski konwój jadący z zaopatrzeniem. Opierając się na tych założeniach dowództwo pośpiesznie opracowało plan operacji GJS, której nazwa była akronimem nazw trzech brygad użytych w tej operacji: Givati, Jiftach i Sergei (inna nazwa Brygady Negew). Plan zakładał wbicie się klinem w egipskie linie obronne i zajęcie arabskich wiosek al-Faludża oraz Irak al-Manszija. Równocześnie siły Brygady Negew przeprowadziłyby rajd z kibucu Ruchama zdobywając regionalną studnię Bir Abu Jabir. Przebiegającą tędy drogą mogłyby następnie przejechać konwoje z zaopatrzeniem dla izolowanych osiedli. Z rozpoczęciem ataku zdecydowano się czekać na najbliższy incydent ostrzelania przez Egipcjan któregoś z żydowskich konwojów.

## Układ sił

### Siły arabskie
Wojska egipskie były podzielone na siedem głównych zgrupowań: (1) w rejonie wioski Isdud i zdobytego kibucu Niccanim stacjonowała 2 Brygada Piechoty z jednostkami pancernymi i artylerią; (2) na wschód od nich stacjonowała 4 Brygada z jednostkami pancernymi, artylerią i ochotnikami arabskimi z Sudanu i Arabii Saudyjskiej; (3) w rejonie wiosek Irak Suwajdan i al-Faludża stacjonowały cztery bataliony piechoty z artylerią; (4) w rejonie Bajt Dżibrin, Hebronu i Betlejem stacjonował batalion piechoty i siły arabskich ochotników, (5) w rejonie Strefy Gazy stacjonowały trzy bataliony piechoty i ochotnicy z Arabii Saudyjskiej, którzy razem zabezpieczali linie komunikacyjne; (6) w rejonie Rafah stacjonowały rezerwowe trzy bataliony z artylerią, (7) w rejonie el-Arisz stacjonował odwodowy batalion piechoty z innymi jednostkami uzupełniającymi.

### Siły żydowskie
Izraelskie dowództwo wyznaczyło do przeprowadzenia operacji GJS elementy trzech brygad. Główny ciężar natarcia spoczął na 53 Batalionie Brygady Giwati. Dowódca brygady, Szimon Awidan otrzymał dowodzenie nad całością operacji. Pod jego rozkazy przydzielono także 1 Batalion Brygady Jiftach, który przerzucono z centralnego frontu po operacji Danny. Dodatkowo w obszarze żydowskiej enklawy na pustyni Negew znajdował się 7 Batalion Brygady Negew, który miał nacierać od południa.

## Przebieg operacji GJS 1

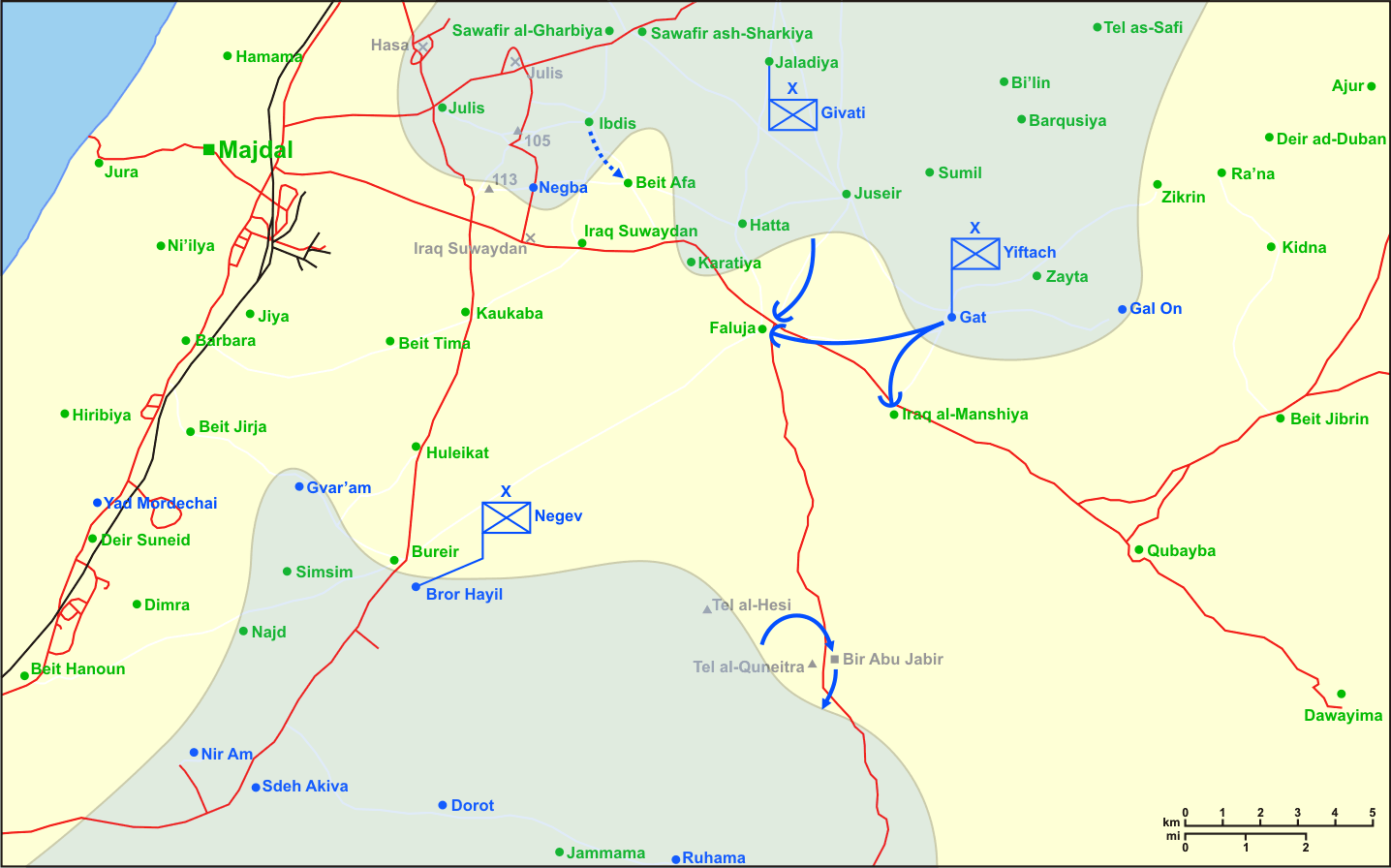
Ruchy wojsk w dniu 27 lipca 1948
(linie przerywane pokazują rajdy)

Operacja GJS 1 rozpoczęła się w nocy z 26 na 27 lipca 1948. Jako pierwsze natarcie rozpoczęły siły Brygady Giwati, które wyszły z wioski Ibdis i zaatakowały dobrze ufortyfikowane egipskie pozycje obronne w rejonie Bajt Affa. Atak był obliczony na odciągnięcie uwagi egipskiego dowództwa od głównego celu natarcia.
Nad ranem główne siły 53 Batalionu Brygady Giwati wyruszyły z rejonu wioski Hatta i zaatakowały od północy wioskę al-Faludża. Równocześnie z kibucu Gat wyruszył 1 Batalion Brygady Jiftach, który rozdzielił swoje siły i natarł od wschodu na al-Faluję oraz od północy na Irak al-Manszija. Atak na Irak al-Manszija napotkał na silny opór i załamał się. Natomiast kompania 1 Batalionu zdołała wedrzeć się do centrum al-Faludża, utraciła jednak komunikację ze swoim dowództwem i nie otrzymała żadnego wsparcia. Po straceniu 4 zabitych i 26 rannych wycofała się z wioski. Na wieść o niepowodzeniu, siły Brygady Negew również zawróciły.

## Przebieg operacji GJS 2
W następnych dniach żydowskie siły użyte w operacji GJS 1 uczestniczyły w działaniach nękających egipską komunikację wzdłuż drogi Majdal – Bajt Dżibrin. Drugą próbę przebicie się do żydowskiej enklawy na pustyni Negew zaplanowano na 30 lipca – 2 sierpnia.
Wieczorem 30 lipca jednostka rekonesansu Brygady Giwati przeprowadziła patrol rozpoznawczy na południe od wioski Zajta. Wrócili po dotarciu do al-Kubajba, zadowoleni, że w rejonie tym nie napotkali na żadne siły egipskie. W dniu 31 lipca przygotowano konwój z zaopatrzeniem, którego ochronę miała stanowić żandarmeria wojskowa. Wieczorem dołączyła do nich kompania zwiadu Brygady Giwati. Tymczasem 1 Batalion Brygady Jiftach zajął pozycje wzdłuż planowanej trasy przejazdu konwoju. Przeprowadzono także dywersyjny atak na położoną na zachodzie wioskę Dżulis.
Konwój wyruszył w nocy z 31 lipca na 1 sierpnia. Na pierwsze problemy napotkano w wadi Kubajba, którym płynie rzeka Lachisz. Utknęły tutaj dwie ciężarówki, a jedna wpadła na minę (zginął 1 żołnierz). Wybuch miny zwrócił uwagę lokalnych Beduinów, którzy ostrzelali konwój, wycofali się jednak po wymianie ognia z Brygadą Giwati. Konwój następnie wykręcił na zachód i ominął rejon al-Faludża od południa. W pobliżu grobowca szejka Abu Ghazala spotkał się z siłami 9 Batalionu Brygady Negew. Siły eskorty zawróciły wówczas w drogę powrotną, natomiast konwój 30 ciężarówek pod ochroną Brygady Negew dotarł do kibucu Beror Chajil. W odpowiedzi egipskie samoloty myśliwskie Supermarine Spitfire zbombardowały kibuc Gat.

## Reakcje i następstwa
W dniach 18-19 sierpnia Izraelczycy przeprowadzili trzecią próbę dostarczenia zaopatrzenia do osiedli na pustyni Negew. Tym razem konwój został bezpośrednio zaatakowany przez egipskie siły i poniósł straty. Tylko jeden samochód dotarł do celu. W tym samym dniu Sztab Generalny Sił Obronnych Izraela uznał, że cała operacja GJS zakończyła się niepowodzeniem i w obecnej sytuacji na froncie południowym nie ma możliwości na bezpieczne dostarczenie zaopatrzenia do osiedli na pustyni Negew drogą lądową. Zdecydowano się na drogę powietrzną. Stało się to jednym z powodów rozpoczęcia operacji Awak (23 sierpnia – 21 października 1948). Stały korytarz komunikacyjny drogą lądową utworzono dopiero podczas operacji Jo’aw.